# 禮貌性疏忽
禮貌性疏忽 (英語：Civil inattention) 是指我們生活在都市生活或陌生人之中會使用，以假裝自己什麼都看不見、聽不到。最重要的是，我們不關心周遭人正在做什麼，我們盡可能地想避免目光接觸。
這個術語是由美國社會學家厄文·高夫曼提出 ，因此，禮貌性忽視是一種通過文化上可接受的自我疏遠的形式在人群中實現隱私的手段。 看似（儘管不是在現實中）毫不費力，這種文明是一種屏蔽他人免受公共個人主張的方式 - 是一種開放社會所要求的抽象，非個人關係的一個基本特徵。